# Milton (Virgínia Ocidental)
Milton é uma cidade  localizada no estado norte-americano de Virgínia Ocidental, no Condado de Cabell.

## Demografia
Segundo o censo norte-americano de 2000, a sua população era de 2206 habitantes.
Em 2006, foi estimada uma população de 2356, um aumento de 150 (6.8%).

## Geografia
De acordo com o United States Census Bureau tem uma área de
4,1 km², dos quais 4,1 km² cobertos por terra e 0,0 km² cobertos por água. Milton localiza-se a aproximadamente 175 m acima do nível do mar.

## Localidades na vizinhança
O diagrama seguinte representa as localidades num raio de 20 km ao redor de Milton.